# Пандели Кисимов
Пандели (Пантелей) Кисимов (1832 г. Търново — 1905 г. София) е български просветен деец.
Пандели Кисимов е брат на известната търновска общественичка Евгения Кисимова.

## Ранни години
Учи в родния си град Търново. Отива със семейството си на хаджилък в Йерусалим (1844-1845), помага в търговията на баща си, който се занимава с абаджийство.

## Литературна дейност
Пандели Кисимов е автор на неособено сполучливи стихотворения на патриотически или етически теми. С „Епизод от хайдушките наречени чети...“ Кисимов прави опит и в белетристиката, в повестта се долавя влияние от „Горски пътник“ на Георги Сава Раковски.
Превежда от гръцки повестта „Кавказките пленници“ (1851) от популярния в България в началото на 50-те години савойски автор, живеещ в Русия Ксавие дьо Местър (1763 - 1852). Вероятно също от гръцки превежда и „Повести сравнения“ (1853), която представлява преработка на диалог от Лукиан от Самосата (II век). През 70-те години превежда от румънски „Варвара Убрих, калугерица в Краков“, повест от полския писател Ладислав Кулчицки. Популярен навремето е бил преводът му на „Откриването на Америка“ от Йоаким Кампе (1744 - 1811). В спомените си говори за своето участие в издаването на „Генрих Айсенфелдский“, по негов ръкопис преводът е довършен от Ради Колесов. 
Доброволен разпространител (кореспондент-настоятел), както и дописник на „България“, „Цариградски вестник“, списание „Български книжици“, „Мироздание“ и изданията на Раковски. От 1858 до 1861 г. прави опити да отвори печатница в Търново. По-късно обикаля страната, сътрудничейки на вестниците „Македония“, „Турция“, „Право“, „България“. 2 години редактира вестник „Отечество“.  Член е на редакционния комитет на вестник „Народност“ (1867-1868), сътрудничи на „Българска пчела“ и „Дунавска зора“.

## Политическа дейност
По време на Хаджиставревата буна в 1862 г. емигрира и живее в Букурещ, Болград и др. След амнистия се връща в Търново през 1872 г., където се занимава с рударство. Пандели Кисимов е един от основателите на Таен централен български комитет (ТЦБК).
Един от критиците на Любен Каравелов, през 1869 г. се свързва с Добродетелната дружина. Кисимов се изявява като добър журналист и полемист, критикува политиката на Митхад паша, стои на русофилски позиции. Спомените му „Исторически работи“, на места твърде обстоятелствени, са богати на сведения за културния и политическия живот и разкриват идеите и пристрастията на автора си. Той е автор на „Мемоара (Припомнювание) към Н. И. В. Султана“, убеден привърженик на политическия дуализъм, т.е. за двойна българо-турска империя по примера на Австро-Унгария.
Руско-турската война го заварва в Букурещ. През 1878 печата статии за границите на България и за освободителната мисия на Русия в списание "Славянско братство" и вестник „Българин“.
След Освобождението е съдебен служител в Търново, София, Русе и Варна. Сътрудничи на различни периодични издания, редактира вестник „Отечество“, откъдето отправя нападки срещу Любен Каравелов и Петко Каравелов. По време на управлението на Стефан Стамболов е арестуван и екстерниран от България, 4 години живее в Букурещ.

## Съчинения
- Кавказките пленници / Преведени от г. Пантелея Х. Г. Кесимова, търновца. Цариград: Типография на Ц. вестник, 1851.
- Повести сравнения: За приятелството на древните елини и славяни / Преведе г. Пантелаки Х. Г. Кесимов, терновец. Цариград: В типографията Ц. вестника, 1853.
- Народно напомнювание към вестниците „Турция“ и „Българска пчела“ от Един бесарабски българин. Болград: В Училищната типография, 1864.
- Брошура втора по истий предмет на първата от Бесарабский българин. Болград: В Училищната типография, 1865.
- България пред Европа / [От] C. S. B. Букурещ: В Народната книгопечатница, 1866.
- Криво да седим, право да говорим (народна поговорка): [Полит. брошура] / П. Кисимов [Букурещ], 1868.
- Глас на живущий вън от отечеството си българин / Е. Б. [Букурещ], 1867.
- Кисимов, П. Епизод от хайдушките наречени чети в Балкана на 1867. Букурещ: В печатницата на К. Н. Радулеска, 1868.
- Варвара Убрих, калугерица в Краков: Истинска повест / Написана от И. К.; Превел от румънски П. Кисимов; Издава Н. Тодоров. Цариград: В печатницата на „Читалище“, 1873.
- Откритието на Америка: Книга забавителна и полезна за секиго: Ч. 1-2. / Из съчиненията на Й. Е. Кампе; Преведена на български от П. Кисимова. Б. м.: Издава Стефан П. Газиев, 1875-1876 (Виена: Българската печатница на Янко С. Ковачев).
- Кисимов, Пандели Хаджигеоргиев. Политически писма от тези последни дни и месеци. София: Изд. авт., 1887.
- Кисимов, Пандели Хаджигеоргиев. Исторически работи: Моите спомени: [Ч. 1]-4. Пловдив, 1897-1903.
- Кисимов, Пандели. Българските завери: 1867-1877, 1862-1867, 1856-1862, 1835-1856, 1821-1835 / Пандели Кисимов; Състав. [и предг.] Иван Радев. В. Търново: ПИК, 1994.